# David Jason

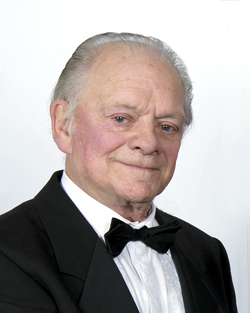
David Jason (2012)

Sir David Jason OBE (* 2. Februar 1940 in Edmonton, London) ist ein englischer Schauspieler.

## Leben
Geboren als David John White übernahm er seinen Künstlernamen von seinem Zwillingsbruder Jason White, der bei der Geburt starb. Er arbeitete für einige Jahre als Elektriker, war aber zugleich bereits früh von der Schauspielerei begeistert und wandte sich dieser schließlich auch professionell zu. Mitte der 1960er-Jahre hatte er seine ersten Rollen beim Fernsehen. 
Jason gilt in Großbritannien dank Hauptrollen in mehreren sehr beliebten Serien als Fernsehstar. In einer Umfrage des Senders ITV nach den 50 größten britischen Fernsehstars wurde Jason im Jahr 2005 auf Platz 1 gewählt. Eine seiner bekanntesten Rollen in Großbritannien ist die des Cockneys Del Boy in der Serie Only Fools and Horses, die von 1981 bis 2003 lief. In der Serie A Touch of Frost war er von 1992 bis 2010 als Kriminalinspektor William Edward "Jack" Frost zu sehen. In der Familienserie The Darling Buds of May verkörperte er von 1991 bis 1993 den Vater von Catherine Zeta-Jones’ Figur.
Im deutschen Fernsehen lief die Serie Edgar Briggs – Das As der Abwehr in den 1980er Jahren, ansonsten wurden die meisten Fernseherfolge von Jason nie im deutschsprachigen Raum ausgestrahlt. Des Weiteren war er als Hauptdarsteller in den beiden Terry-Pratchett-Verfilmungen Schweinsgalopp (als Albert) und The Color of Magic (als Rincewind) zu sehen.
Am 1. Dezember 2005 wurde er für seine Verdienste als Schauspieler von der britischen Königin zum Ritter geschlagen.

## Filmografie (Auswahl)
- 1965: Mother Goose (Fernsehfilm)
- 1966: Crossroads (Fernsehserie, 15 Folgen)
- 1967–1969: Do Not Adjust Your Set (Fernsehserie, 21 Folgen)
- 1969: Randall & Hopkirk – Detektei mit Geist (Randall & Hopkirk, Fernsehserie, 1 Folge)
- 1969–1970: Hark at Barker (Fernsehserie, 10 Folgen)
- 1971: Unter dem Milchwald (Under Milk Wood)
- 1974: Edgar Briggs – Das As der Abwehr (The Top Secret Life of Edgar Briggs; Fernsehserie, 13 Folgen)
- 1975: Royal Flash
- 1975–1976: Lucky Feller (Fernsehserie, 14 Folgen)
- 1976–1985: Open All Hours (Fernsehserie, 25 Folgen)
- 1977–1981: A Sharp Intake of Breath (Fernsehserie, 21 Folgen)
- 1981–2003: Only Fools and Horses (Fernsehserie, 64 Folgen)
- 1992–2010: A Touch of Frost (Fernsehserie, 42 Folgen)
- 2001: Micawber (Fernsehserie, 4 Folgen)
- 2006: Schweinsgalopp (Terry Pratchett's Hogfather; Fernsehfilm)
- 2008: The Color of Magic – Die Reise des Zauberers (The Colour of Magic; Fernseh-Miniserie, 2 Folgen)
- 2013–2019: Still Open All Hours (Fernsehserie, 41 Folgen)

## Preise und Auszeichnungen (Auswahl)
- BAFTA TV Awards
  - 1988: „Bester Schauspieler“ für Porterhouse Blue
  - 1991: „Beste Unterhaltungs-Performance“ für Only Fools and Horses
  - 1997: „Beste Comedy-Performance“ für Only Fools and Horses
  - 2003: BAFTA Academy Fellowship

- British Comedy Awards
  - 1990: „Bester TV-Comedy-Schauspieler“ für A Bit of a Do
  - 1992: „Bester TV-Comedy-Schauspieler“ für The Darling Buds of May
  - 1997: „Bester TV-Comedy-Schauspieler“ für Only Fools and Horses
  - 2001: Preis für sein Lebenswerk

- National Television Awards
  - 1997: „Beliebtester Comedy-Darsteller“ für Only Fools and Horses
  - 2001: „Beliebtester Schauspieler“ für A Touch of Frost
  - 2002: „Beliebtester Schauspieler“ für A Touch of Frost
  - 2002: „Beliebtester Comedy-Darsteller“ für Only Fools and Horses
  - 2003: „Beliebtester Schauspieler“ für A Touch of Frost und The Second Quest
  - 2011: „Herausragende Schauspielerleistung“ für A Touch of Frost